# Vozmezdie
Vozmezdie (Возмездие) è un film del 1916 diretto da Evgenij Bauėr.